# Jordanes

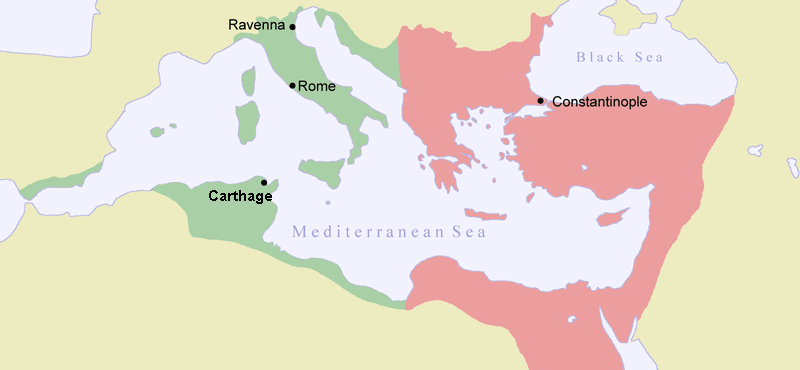
L'àrea Mediterrània al voltant del 550 EC tal com Jordanes va descriure al seu Getica. Constantinoble, la capital de l'Imperi Romà d'Orient, es mostra en rosa, i les conquestes de Justinià I, en verd.

Jordanes (llatí: Iordanes) va ser un funcionari i historiador romà d'Orient d'origen got del segle vi. Segons el Còdex Ambrosià, el seu nom era Jordanes, però apareix també en altres fonts com Jornandes o Jordanis. Jordanes va escriure una història de Roma (Romana), però és més conegut per De origine actibusque Getarum ("L'origen i les gestes dels gots"), o Getica, que escrigué a Constantinoble vers el 551. Juntament amb la Historia Gothorum d'Isidor de Sevilla, es tracta d'un dels dos treballs antics existents sobre la història primerenca dels gots.
Jordanes va escriure Getica a petició d'un amic com a resum de la història dels gots en diversos volums de l'estadista Cassiodor, que llavors encara existia però que s'ha perdut. Jordanes va rebre l'encàrrec pel seu interès envers la història i pel seu origen got. Havia estat un notarius (secretari) d'alt nivell d'un petit estat vassall a la frontera romana amb Escítia Menor, al sud-est de la moderna Romania i nord-est de la moderna Bulgària.
Amb posterioritat, hi ha hagut més escriptors, com Procopi, que han escrit obres que conserven la història posterior dels gots. Getica ha estat objecte de revisió crítica. Jordanes la va escriure en un llatí tardà en lloc del llatí clàssic de Ciceró. Segons la seua mateixa introducció, va tenir només tres dies per a revisar el que havia escrit Cassiodor, cosa que comporta que també va haver de basar-se en el seu propi coneixement.

## Vida
Jordanes escriu sobre ell quasi de passada:
| « | Els estirs, i a més els sadagares i alguns dels alans amb el seu líder, Candax de nom, van rebre Escítia Menor i la Baixa Mèsia. Pèria, el pare de mon pare Alanovamuthis (és a dir, el meu avi), va ser secretari d'aquest Candax mentre va viure. Del fill de la seua germana Gunthigis, també dita Baza, el Mestre de la Soldada, que era el fill d'Andag (el fill d'Andela), que descendia de la nissaga dels Amals, jo també, Jordanes, tot i ser un home ignorant abans de la meua conversió, vaig ser secretari. | » |

Era fill d'Alanovamuthis, i Pèria era el seu avi patern. Jordanes escriu que el seu avi era un secretari privat de Candax, dux Alanorum, un líder altrament desconegut dels alans.
Jordanes va ser notarius (notari) o secretari de Gunthigis Baza, un nebot de Candax i un magister militum del clan líder ostrogot dels Amali.
Això va ser ante conversionem meam ("abantes de la meua conversió"). La naturalesa i els detalls de la seua conversió resten sent foscos. Els gots havien estat convertits amb l'ajuda d'Úlfila (un got), fet bisbe en eixe relat. No obstant, els gots van adoptar l'arianisme. La conversió de Jordanes podria haver estat una conversió al Credo de Nicea trinitari, el qual potser es va traduir en anti-arianisme en determinats passatges del Getica. En la carta a Vigili esmenta que va ser despertat vestris interrogationibus - "pels teus interrogants".
De manera alternativa, el conversio de Jordanes pot voler dir que s'havia convertit en un monjo o un  religiós, o un membre del clergat. Alguns manuscrits diuen que era bisbe, alguns fins i tot diuen que era bisbe de Ravenna, però el nom Jordanes no és conegut a les llistes de bisbes de Ravenna (el seu nom no apareix en el Vitae Episcoporum Ravennatium, escrit per Agnellus al segle ix). Va ser un historiador de més renom que de mèrit, a causa de la importància de la seua obra principal, en ser quasi l'únic tracta la història dels gots. Va viure al segle vi en temps de l'emperador Justinià I.

## Obres

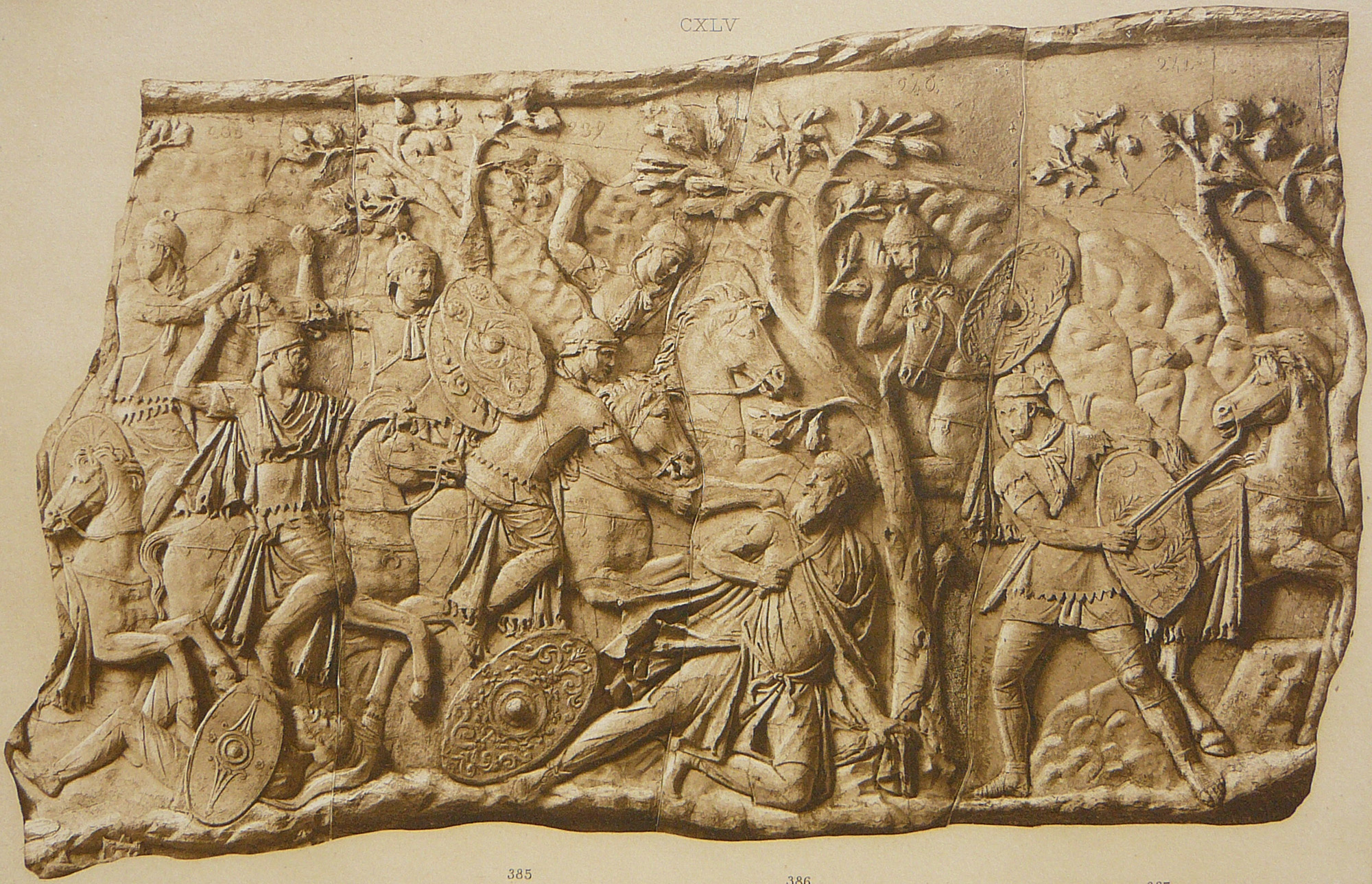
Els actes dels dacis i els getes (aquí des de la columna de Trajà) van ser atribuïts erròniament als gots per Jordanes.

Jordanes va escriure el seu Romana a petició d'un cert Vigili. Tot i que alguns estudiosos han identificat aquesta persona amb el Papa Vigili, no hi ha res més que done suport a aquesta identificació a banda del nom. La manera d'adreçar-se que Jordanes utilitza i la seua afirmació que Vigili "buscar Déu" sembla descartar aquesta identificació.
És autor de dues obres històriques escrites en llatí:
- La principal és De Getarum (Gothorum) Origine et Rebus Gestis o De origine actibusque Getarum ('L'origen i fets dels gots'), sovint anomenada com "Getica". Sent l'única font que es conserva en què s'explica l'origen dels pobles gots que van ocupar les costes del mar Bàltic i que es van estendre al sud fins al mar Negre, formant un nou imperi i una nova llengua, el gòtic, fins que el rei Hermenric va ser derrotat pels huns i es van dispersar per tot Europa.

En el prefaci del seu Getica Jordanes escriu que està interrompent el seu treball al Romana a instàncies d'un germà Castalius, que aparentment sabia que Jordanes posseïa els dotze volums de la Història dels gots de Cassiodor (un senador). Castalius volia un llibre breu sobre el tema i Jordanes va haver de crear un extracte de memòria, possiblement complementant-ho amb altre material al qual tenia accés. El Getica comença amb una geografia/etnografia del nord, especialment de Scandza (16–24). Permet que la història dels gots comence amb l'emigració de Berig, amb tres naus de Scandza a Gothiscandza (25, 94); en un passat llunyà. En la ploma de Jordanes el semidéu geta d'Heròdot, Zalmoxis, es converteix en rei dels gots (39). Jordanes narra com els gots van saquejar "Troia i Ilium" just després d'haver-se recuperat una mica de la guerra amb Agamèmnon (108). També es diu que es van trobar amb el faraó egipci Vesosi (47). La part menys fictícia de l'obra de Jordanes comença quan els gots es troben amb les forces militars romanes al segle iii. L'obra conclou amb la derrota dels gots per part del general romà d'Orient Belisari l'any 541. Jordanes acaba l'obra afirmant que escriu per homenatjar els que van resultar victoriosos sobre els gots després d'una història de 2.030 anys.
- La segona n'és De Regnorum ac Temporum Successione, una història dels fets més importants entre la creació del món i la victòria de Narses el 552 sobre el rei ostrogot Teodat. D'aquest llibre només interessen els noms i fets d'algunes nacions bàrbares del nord, i dels països on van viure.[11]

## Controvèrsia
Diversos historiadors romanesos i estatunidencs van escriure sobre l'error de Jordanes en considerar que els getes eren gots. Bona part de les dades històriques sobre els dacis i els getes van ser atribuïdes erròniament als gots.
Arne Søby Christensen, Troya C., i Kulikowski M., van demostrar en les seues obres que Jordanes va desenvolupar a Getica una història dels pobles getes i dacis barrejada amb molts fets fantàstics. Caracal·la (el 214) va rebre els títols "Geticus Maximus" i "Quasi Gothicus" després d'unes batalles amb els getes i els gots.